# ベンジャミン・ムワルワリ
ベンジャミン・"ベンジャニ"・ムワルワリ（Benjamin "Benjani" Mwaruwari, 1978年8月13日 - ）は、ジンバブエ出身の元同国代表サッカー選手。現役時代のポジションはFW（センターフォワード）。ムワルワルとも表記される。

## 経歴
マラウイ系の両親の間にジンバブエ第2の都市ブラワヨで生まれ、国籍は生まれ育ったジンバブエを選択した。

### クラブ
南アフリカ共和国のジョモ・コスモスFCで活躍し、2001年にスイスの名門クラブ、グラスホッパーにレンタル移籍。しかし25試合で1得点に終わりアフリカへ戻る寸前だったが、フランスのAJオセールのベテラン監督ギー・ルーに発掘され移籍。当初はエースFWジブリル・シセの控え的な役割だったが、シセの怪我で巡ってきたチャンスを生かしゴールを連発した。UEFAチャンピオンズリーグ 2002-03ではグループステージのボルシア・ドルトムント戦でゴールを決め、ジンバブエ人初のチャンピオンズリーグでの得点を記録している。
2006年1月にオセールからプレミアリーグのポーツマスFCに移籍。移籍金410万ポンド（約8億2千万円）はポーツマスのクラブ史上最高額（当時）だった。プレミアでプレーするジンバブエ人選手は、GKブルース・グロベラー（リヴァプールFCなど）、FWピーター・ヌドロブ（バーミンガム・シティFCなど）に次ぐ3人目。
2008年1月、マンチェスター・シティFC移籍が内定し、移籍期限最終日の1月31日にマンチェスターで契約を済ませる予定だったが、搭乗予定の飛行機を乗り過ごし（寝坊が原因といわれていたが、当時監督だったハリー・レッドナップは後にそれを否定した）、現地到着が遅れたため移籍が白紙になりかけた。その後リーグ側が特例措置で移籍を承認し事なきを得た。移籍金は387万ポンド（約8億円）で、2年半の契約。2月10日にオールド・トラッフォードで行われたマンチェスター・ユナイテッドFCとのマンチェスター・ダービーがデビュー戦となり、ゴールを決めて1-2での勝利に貢献した。2010年2月2日、サンダーランドAFCに期限付き移籍した。6月8日、契約満了に伴いシウヴィーニョやマルティン・ペトロフらと共にチームを退団することが発表された。
2010年8月27日、ブラックバーン・ローヴァーズFCに移籍した。10月30日のチェルシーFC戦で移籍後初ゴールを記録した。
2011年8月13日、ポーツマスFCに復帰した。18試合1得点に終わり、かつてのような活躍は見せられなかった。
2012年10月3日、プレミアサッカーリーグのスーパースポート・ユナイテッドFCへの移籍が発表されたが、後に破談となった。2013年2月27日、チッパ・ユナイテッドFCに移籍。その後ビッドヴェスト・ウィッツFCに移籍した。

### 代表
1998年にジンバブエ代表デビューを果たし、アフリカネイションズカップ2006後からキャプテンを務めている。

## 所属クラブ
- ジョモ・コスモスFC 1999-2001

→  グラスホッパーズ・チューリッヒ 2001-2002 (loan)
- AJオセール 2002-2006
- ポーツマスFC 2006-2008.1
- マンチェスター・シティFC 2008.1-2010.8

→  サンダーランドAFC 2010.2-2010.7 (loan)
- ブラックバーン・ローヴァーズFC 2010.8-2011
- ポーツマスFC 2011-2012
- チッパ・ユナイテッドFC 2013
- ビッドヴェスト・ウィッツFC 2013-2014